# Heimatroman

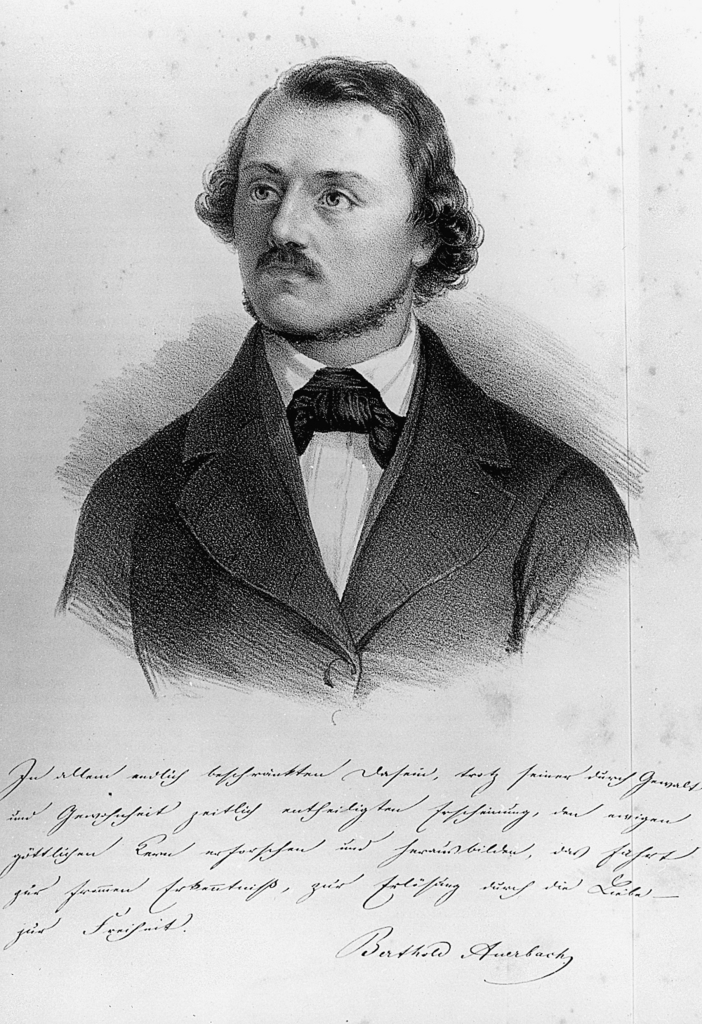
Berthold Auerbach (1812–1882) gilt als der Pionier der Heimatromanliteratur

Der Heimatroman ist ein Genre innerhalb der deutschsprachigen Romanliteratur, das aus der Tradition der regionalen ländlichen Prosa entstanden ist. Vom Bauernroman unterscheidet der Heimatroman sich aufgrund der Einflüsse, die er aus der Heimat- und Heimatkunstbewegung der Wende zum 20. Jahrhundert empfangen hat. Während im Bauernroman die Darstellung des bäuerlichen Lebens im Vordergrund steht, geht es im Heimatroman vor allem um den Land-Stadt-Gegensatz, wobei das Ländliche und Ursprüngliche im Vergleich zum Urbanen und Modernen romantisiert wird.
Anders als etwa der Abenteuerroman oder auch der historische Roman, deren Handlungsrahmen kaum weit genug vom Leser entfernt liegen können, bleibt der Heimatroman in der Nähe, teilt mit der Idylle die sentimentale Verklärung archaischen Landlebens, bedient die Sehnsüchte, die moderne Leser nach der Naturnähe des ländlichen Lebens haben, und bietet ihnen eine geografisch lokalisierbare Landschaft als Modell einer kleinen überschaubaren Welt mit festen, durch Brauchtum und Sitte vorgegebenen Normen.
Die im Deutschen als „Heimat“ bezeichnete Herkunft beschränkt sich im Kontext der Heimatromanliteratur nicht auf den Ort des Herkommens und der sozialen Geborgenheit; vielmehr verbinden sich mit ihr starke Gefühlswerte nicht näher bestimmter metaphysischer Provenienz. Während der Bauernroman eine internationale Erscheinung ist, beschränkt sich die Heimatromanliteratur insofern weitgehend auf die deutschsprachige Literatur.
Insbesondere seit der zweiten Hälfte des 20. Jahrhunderts wird die große Mehrzahl der Heimatromane der Trivialliteratur zugerechnet.

## Geschichte

### Ursprünge

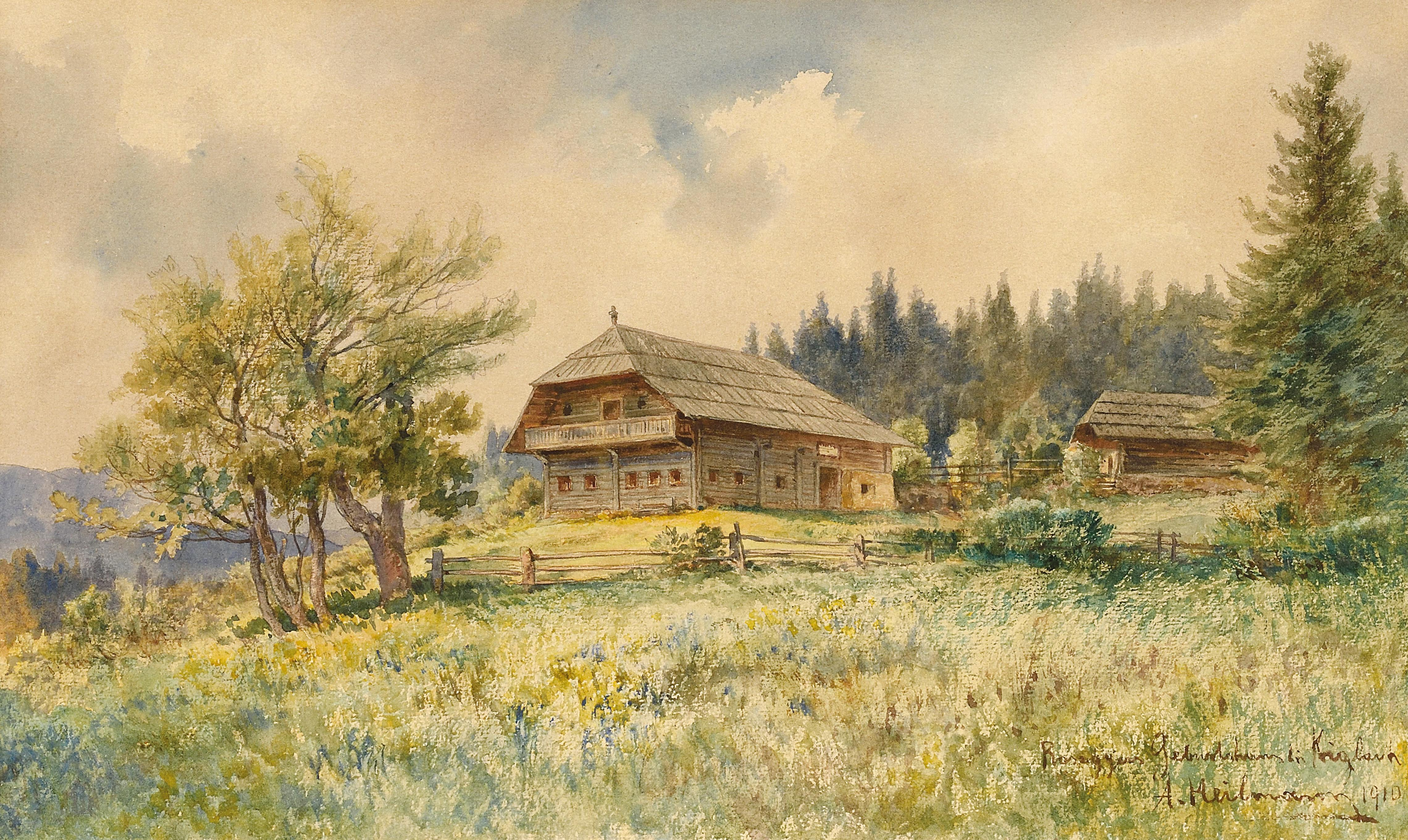
Das ländliche Idyll ist ein Kernelement des Heimatromans (Peter Roseggers Geburtshaus in der Waldheimat, gemalt von Anton Paul Heilmann um 1910).

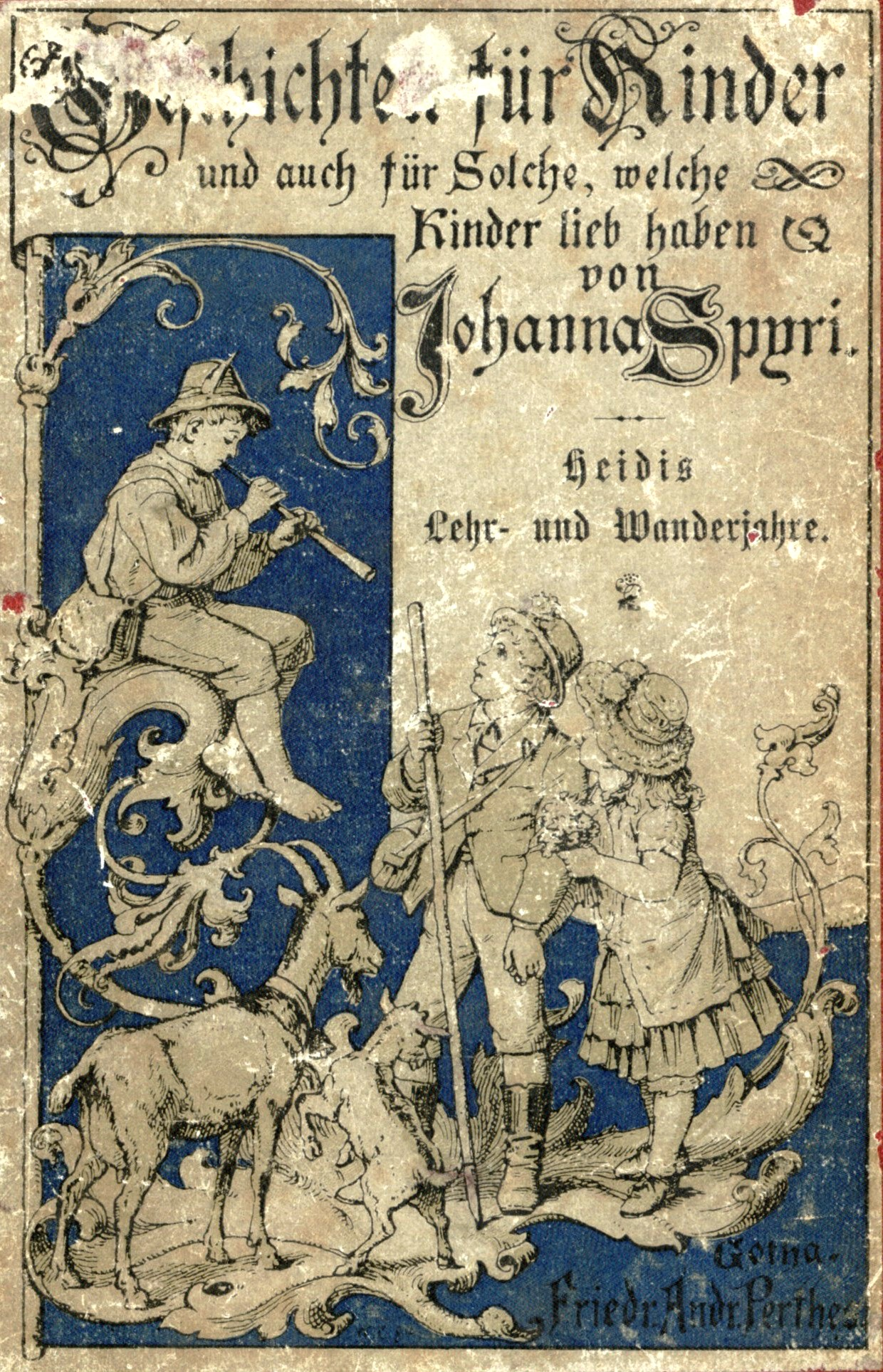
Alpines Sennenidyll, ein ferner Nachklang der bukolischen Dichtung. (Original-Cover von Johanna Spyris erstem Heidi-Roman, 1887)

Wie Peter Nusser dargelegt hat, beginnt die Tradition des Heimatromans spätestens mit Berthold Auerbachs Schwarzwälder Dorfgeschichten (seit 1842). Auerbach gilt als Begründer des Genres der „Dorfgeschichte“, die im engen Sinne eine erzählerische Kleinform war und in den deutschsprachigen Feuilletons schnell große Verbreitung fand.
Neben den Erzählungen entstanden früh auch – oftmals hochliterarische – Novellen und Romane, deren Handlungen ebenfalls in ländlichen Milieus angesiedelt waren, darunter etwa Jeremias Gotthelfs 1837 veröffentlichter Dorfroman Der Bauern-Spiegel. Alexander Weill publizierte im Hamburger Telegraph für Deutschland 1839 seine Novelle Stasi, die den Untertitel „Ein Sittengemälde aus dem Elsass“ trug. 1840 folgte Karl Immermanns Roman Der Oberhof. Gotthelf und Immermann teilten das Schicksal, realistische, teilweise sogar satirische Geschichten geschrieben zu haben, die von oberflächlichen Rezipienten aber als rückwärtsgewandte Dorfidyllen gelesen wurden.
Auerbach, der Autor der Schwarzwälder Dorfgeschichten, veröffentlichte 1856 selbst einen ländlichen Roman, Barfüßele.
Auch die Vertreter des literarischen Realismus haben viele Werke hervorgebracht, in denen detailliert das Leben in ländlichen Regionen beschrieben wird, darunter Theodor Storm (Draußen im Heidedorf, 1872; Pole Poppenspäler, 1874; Waldwinkel, 1874; Der Schimmelreiter, 1888), Ludwig Anzengruber (Der Schandfleck, 1877; Der Sternsteinhof, 1883/1884), Theodor Fontane (Ellernklipp, 1881; Unterm Birnbaum, 1885; Quitt, 1890; Der Stechlin, 1897/1898) und Marie von Ebner-Eschenbach (Das Gemeindekind, 1887).
Der Erfolg insbesondere von Auerbachs Arbeiten hat viele zeitgenössische Schriftsteller angeregt, Ähnliches zu schreiben, sodass bald jede Region ihre eigenen Heimatschriftsteller fand. Besondere Popularität erlangten Peter Rosegger (Waldheimat, ab 1877) und Gustav Frenssen (Jörn Uhl, 1901). Übertroffen wurden deren Verkaufszahlen aber wiederum von Ludwig Ganghofer (Der Jäger von Fall, 1883; Der Klosterjäger, 1892; Schloß Hubertus, 1895; Das Schweigen im Walde, 1899). Wie kein anderer Autor der Jahrhundertwende war Ganghofer, der die Berglandschaft mit der Vorstellung vom gesunden Menschen verband, von eugenischen und bevölkerungspolitischen Gedanken und Idealen beflügelt; die einzige Stelle, an der er diese ganz ausbuchstabiert hat, ist allerdings der dritte Band seiner Autobiografie Lebenslauf eines Optimisten (1909/1911).  Eine Verklärung der „Scholle“ ist deutlich auch schon bei Valeska Bethusy-Huc (Wanderndes Volk, 1903) zu erkennen. Eine unübersehbar antimoderne Tendenz hat auch die in ihrer Zeit sehr populäre Bauernprosa des Österreichers Karl Heinrich Waggerl (Brot, 1930; Schweres Blut, 1931; Das Jahr des Herrn, 1934; Mütter, 1935).
Ein Beispiel für die fortdauernde Präsenz des Heimatromans während des Ersten Weltkriegs ist Artur Brausewetters 1916 erschienener Roman Wer die Heimat liebt wie Du, der im Vorsatzblatt Paul von Hindenburg gewidmet ist und eine Auflage von 100.000 Exemplaren erreichte.
In der Schweiz gab es bereits seit dem 18. Jahrhundert eine Tradition des aufgeklärten Bauernschrifttums (Ulrich Bräker, Jakob Stutz, Jakob Senn, Jakob Bosshart) und einer Gelehrtenliteratur mit bäuerlichen Schauplätzen (Jeremias Gotthelf, Johann Martin Usteri), die als Vorläufer der Heimatliteratur gelten dürfen. Schließlich gelang vor allem Johanna Spyri mit ihren Heidi-Romanen (1880 und 1881) ein nachhaltiger internationaler Erfolg. Hier wird die Idylle der Alpenlandschaft als gesunde, urwüchsige, rural geprägte Heimat und damit als Gegenmodell zum mondänen Stadtleben inszeniert. Weitere wichtige Schweizer Heimatschriftsteller waren Jakob Christoph Heer (Der König der Bernina, 1900), Heinrich Federer (Berge und Menschen, 1911), Alfred Huggenberger (Die Bauern vom Steig, 1913), Meinrad Lienert (S'Heiwili, 1913), Ernst Zahn (Die Liebe des Severin Imboden, 1916) und Otto Schaufelberger (Menschen am Schnebelhorn, 1942). Autoren wie John Knittel (Via Mala, 1934) und Meinrad Inglin (Urwang, 1954) führten das Genre mit einer markanten sozialkritischen Note weiter, die sie von älteren, zu Verklärungen neigenden Heimatschriftstellern abhebt.

### Völkische Heimatliteratur
Die nachfolgende völkisch bestimmte Heimatliteratur – z. B. Hermann Löns (Der Wehrwolf, 1910), Hermann Burte (Wiltfeber, der ewige Deutsche, 1912), Hans Grimm (Volk ohne Raum, 1926), Hermann Eris Busse (Das schlafende Feuer, 1929), Wilhelm Schäfer (Der Fabrikant Anton Beilharz und das Theresle, 1932), Konrad Beste (Das heidnische Dorf, 1932) – konnte in Ganghofers Programmatik direkt einhaken. Zu den ideologischen Versatzstücken dieser Literatur zählte u. a. die Bindung des ‚vorbildlichen‘ Menschen an die ländlich-heimatliche Erde, seine an das rein Vitale geknüpfte Bestimmung und der Fremdrassige bzw. ‚Artfremde‘ als Repräsentant des Bösen. In der völkischen Heimatliteratur manifestiert sich eine Opposition gegen Industrialisierung und Urbanisierung; die städtische Zivilisation zerstört in der Sicht dieser Literatur gewachsene Ordnungen und verdammt den Menschen zu einem anonymen, wurzellosen Dasein.
Eine Zuspitzung findet diese Sichtweise in der Heimatkunstbewegung, die sich im deutschsprachigen Raum gegen Ende des 19. Jahrhunderts auszubreiten begann und zu deren Theoretikern und Wortführern neben Friedrich Lienhard vor allem Adolf Bartels zählt. Charakteristisch für die von der Heimatkunstbewegung beeinflusste Literatur war eine Forcierung des schematischen Gegensatzes von Stadt und Land, Bodenständigkeit und Wurzellosigkeit, Gefühlswärme und Verstandeskälte, bis hin zu den chauvinistischen und rassistischen Ausprägungen, die in den 1930er Jahren zur Blut-und-Boden-Literatur überleiteten.
Antimoderne Tendenzen finden sich auch in den Bauernromanen von Hans Friedrich Blunck (Dörfliches Leben; Die Urvätersaga, 1934; Rund um den Hof, 1941; Möven hinterm Pflug, 1944).
Eine gegen die Urbanisierung gerichtete Romantisierung der bäuerlichen Lebensweise fand zur selben Zeit auch in einzelnen literarischen Strömungen anderer Länder statt, etwa im Jungen Polen („Chłopomania“) und in der ukrainischen Literatur („Хлопоманство“ [Khlopomanstvo]).

### Zeit des Nationalsozialismus
In der Zeit des Nationalsozialismus folgte eine kleine Anzahl von Blut-und-Boden-Romanen wie Der Femhof von Josefa Berens-Totenohl (1934), in denen das Bauerntum zum Sinnbild der Nation und die Frau zur Erhalterin der Rasse wird.

### Nach dem Zweiten Weltkrieg
Unter den wenigen Autoren von antimodernen Heimatromanen, deren Rezeption den Zusammenbruch der nationalsozialistischen Herrschaft problemlos überdauert hat, befindet sich Ludwig Ganghofer, dessen Werke nun Modellcharakter für eine in den 1950er Jahren neu entstehende Heftromanliteratur fanden.
Weitere Formen neben dem Heimatroman, in denen die Heimatliteratur fortbestand, waren das Heimattheater, der Heimatfilm und später Heimat-Fernsehserien. Zu den Romanautoren, deren Werke für die traditionellen Heimatfilmen von 1946 bis 1960 adaptiert wurden, zählen außer Ludwig Ganghofer u. a.
Adalbert Stifter (1805–1868),
Marie von Ebner-Eschenbach (1830–1916),
Ludwig Anzengruber (1839–1889),
Peter Rosegger (1843–1918),
Richard Voß (1851–1918),
Selma Lagerlöf (1858–1940),
Jakob Christoph Heer (1859–1925),
Felicitas Rose (1862–1938),
Hermann Löns (1866–1914),
Ludwig Thoma (1867–1921),
Rudolf G. Binding (1869–1938),
Paul Keller (1873–1932),
Hans Matscher (1878–1967),
Oskar Gluth (1887–1955),
Ernst Wolfgang Freissler (1884–1937),
Luis Trenker (1892–1990),
Trygve Gulbranssen (1894–1962),
Lisa Tetzner (1894–1963),
Martin Costa (1895–1974),
Paul Gallico (1897–1976),
Karl Heinrich Waggerl (1897–1973),
Gustav K. Bienek (1899–1972),
Ernst Neubach (1900–1968),
Andre Mairock (1902–1968),
Hans Ernst (1904–1984),
Maria Augusta von Trapp (1905–1987),
Irmgard Wurmbrand (1906–1988) und
Rolf Olsen (1919–1998).
Der eng begrenzte Themenvorat, der den trivialen Heimatroman seit dem Ende des Zweiten Weltkrieges kennzeichnet, umfasst vor allem Liebesglück und Liebesleid, Standes- und Vermögensunterschiede des bäuerlichen Milieus, Geschwister- und Nachbarschaftsrivalitäten, Konflikte zwischen jung und alt sowie Differenzen in Fragen der Hofführung, der Erbfolge und der Altenteilregelung.

### Kritische Auseinandersetzung; Fortentwicklung des Genres
Österreichische Autoren wie Hans Lebert (1960: Die Wolfshaut), Thomas Bernhard (1963: Frost) und Gerhard Fritsch (1967: Fasching) entwickelten die Gattung des „kritischen Heimatromans“ oder „Antiheimatromans“, dessen Protagonisten die ländliche Atmosphäre als dumpf, beängstigend und bedrohlich erfahren. Bei Reinhard P. Gruber (1973: Aus dem Leben Hödlmosers) werden die typischen Elemente des Heimatromans hingegen auf satirische Weise karikiert.
Zu den Autoren, die sich auf jeweils ganz unterschiedliche Weise um eine Erneuerung des Genres bemüht haben, zählen Katrin Rohnstock und Rosita Müller (Das Dorf lebt, 2007), Helena Adler (Die Infantin trägt den Scheitel links, 2020), Dominik Barta (Vom Land, 2020), Monika Helfer (Die Bagage, 2020) und Arno Camenisch (Der Schatten über dem Dorf, 2021).
Im Filmmedium ist 1981–2012 Regisseur und Autor Edgar Reitz mit seinen drei groß angelegten Reihen Heimat hervorgetreten.

## Der trivialliterarische Heimatroman nach 1945

### Anbieter
Den Markt für trivialliterarische Heimatromane (Heftromane) teilen sich gegenwärtig Bastei Lübbe und der Kelter Verlag.
Das Heimatromanprogramm des Bastei-Verlags, eines Imprints der in Köln ansässigen Bastei Lübbe AG, umfasst derzeit (2022) fünf Reihen:
- Der Bergdoktor (Untertitel: Dr. Martin Burger); Serie um einen im Zillertal niedergelassenen Arzt (seit 1980); verfilmt u. a. als Der Bergdoktor
- Bergkristall (Untertitel: Wundervolle Geschichten zum Träumen); Serie von Romanen, deren Handlungen im traditionellen Bergbauernmilieu angesiedelt sind (seit 1984)
- Alpengold (Untertitel: der romantische Heimatroman von Bastei); Serie von Liebesromanen, deren Handlungen im traditionellen Bergbauernmilieu angesiedelt sind (seit 2009)
- Die schönsten Bergromane; Serie von Romanen, deren Handlungen im traditionellen Bergbauernmilieu angesiedelt sind (bis Februar 2022: 305 Folgen)
- Das Berghotel; Serie um die Betreiber und Gäste eines Hotels im Zillertal (seit 2012)

Eingestellt wurde die Bastei-Reihe Alpenrose (1983–1999).
Kelter produziert derzeit ebenfalls fünf Heimatromanreihen:
- Der Bergpfarrer (seit 2001), verfilmt als Der Bergpfarrer
- Toni der Hüttenwirt (seit 2004)
- Heimatklänge (bis Februar 2022: 227 Folgen)
- Heimatglocken, Sammelbände (bis Februar 2022: 227 Folgen)
- Mein Heimatroman (bis Februar 2022: 71 Folgen)

Die Reihe „Edelstein-Roman“, die schon seit 1953 der Zauberkreis Verlag verlegt hatte, wurde von Kelter 1990 übernommen und 1997 eingestellt.
Der 1970 von der Bauer Media Group aufgekaufte Pabel-Moewig Verlag gab noch in den 1990er Jahren unter anderem Heimatromanreihen Berg-Schicksalsroman (1970–1977), Berg-Roman (1977–1992), Edelweiß Bergroman heraus.